# 纳尔瓦河 (注入芬兰湾)

流域-水系

納爾瓦河是愛沙尼亞最大的河流，發源自佩普西湖（楚德湖）東北端，流經愛沙尼亞和俄羅斯的接壤邊境，沿途城市有愛沙尼亞的納爾瓦和俄羅斯的伊萬哥羅德，最後注入納爾瓦灣，河道全長77公里，是進入芬蘭灣第二大流量的河流。